# کشکول (شهرستان ایسیق‌کول)
کشکول (به لاتین: Koshkol') یک منطقهٔ مسکونی در قرقیزستان است که در شهرستان ایسیق‌کول واقع شده‌است. کشکول ۳۸۴ نفر جمعیت دارد و ۱٬۶۲۶ متر بالاتر از سطح دریا واقع شده‌است.